# Минута тишине
Минута тишине (рус. Минута молчания) jе руска годишња телевизијска емисија која jе посвећена спомену палих у Великом отаџбинском рату. Она jе најважније део прославе Дана победе у Русије. "Минута тишине" се емитује сваке године 9. маj у 18:55 (до 2002. године у 18:50) од 1965. године. Емисија садржи речи љубави и обожавања совјетским војникам-победникам, партизанам, радникам позадине, савезним војскам и херојам европског покрета опора.
На екране су видни Гроб незнаног јунака у Кремљевског зида и Вечни пламен. У емисије звучи музика Роберта Шумана (Träumerei, хорска версија), Петара Чајковского (Симфония № 6) и Александара Скрјабина (Симфония № 3). У протеклим година на крају емисије су звучао Други клавирски концерт Сергеја Рахмањинова и Toccata, Adagio und Fuge C-Dur, BWV 564 Јохана Себастијана Баха. Од 2014. године звуче Ты любовь святая (Ти си љубав света) Георгија Свиридова, музика для трагедије Алексеја Толстого "Цар Фјодор Иоанновић" (Уралски камерни хор).